# إيف أندريه
إيف أندريه (بالفرنسية: Yves André)‏ هو رياضياتي فرنسي، ولد في 11 ديسمبر 1959.